# Mary Miller (Autorin)

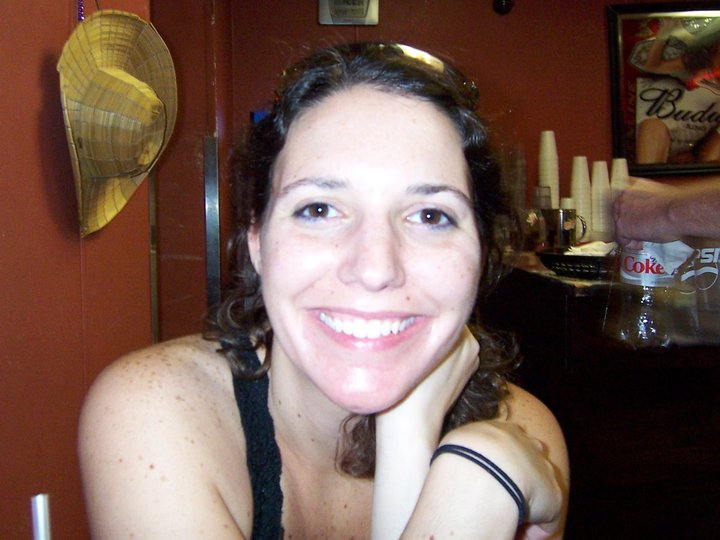
Mary Miller (2013)

Mary Miller (* 9. Juni 1977 in Texas) ist eine amerikanische Autorin.

## Leben
Mary Miller studierte Literatur an der University of Southern Mississippi und lebt heute in Austin. Sie ist Autorin zweier Kurzgeschichtensammlungen. Less Shiny (2008) ist ein so genanntes kurzes Chapbook, während Big World (2009) beim Verlag Short Flight/Long Drive Books erschien, welcher der amerikanischen Literaturzeitschrift Hobart angegliedert ist. Einzelne Kurzgeschichten wurden ins Deutsche übersetzt und erschienen in der Zeitschrift Krachkultur. Millers Debütroman Süßer König Jesus kam im Jahr 2013 zuerst in der deutschen Übersetzung von Alissa Walser heraus, 2014 wurde er als The Last Days of California im englischen Original veröffentlicht.

## Werke
- Less Shiny. Stories. 2008.
- Big World. Stories. 2009, ISBN 978-0-9749-5418-9.  
  - deutsch: Big World. Storys. Aus dem Amerikanischen von Alissa Walser. dtv, München 2017, ISBN 978-3-423-28093-8.
- The Last Days of California. Novel. 2014, ISBN 978-0-8714-0588-3.
  - deutsch: Süßer König Jesus. Roman. Aus dem Amerikanischen und mit einem Nachwort von Alissa Walser. Metrolit, Berlin 2013, ISBN 978-3-8493-0311-2.
- Always Happy Hour. 2017
  - deutsch: Always Happy Hour. Hanser, Berlin 2021, ISBN 978-3-446-26787-9.
- Biloxi. 2019
  - deutsch: Biloxi. Weissbooks, Berlin 2023, ISBN 978-3-86337-206-4.

Einzelne Erzählungen in deutscher Übersetzung
- Seile über schlammigen Flüssen. Aus dem Amerikanischen von Werner Löcher-Lawrence. In: Krachkultur. 14/2012, S. 5–16.
- Engel. Aus dem Amerikanischen von Christine Lederer. In: Krachkultur. 14/2012, S. 17–18.
- Cedars of Lebanon. Aus dem Amerikanischen von Friederike Moldenhauer. In: Krachkultur. 15/2013, S. 43–67.